# Mistrzostwa Świata w Narciarstwie Dowolnym 2013 – skicross kobiet
Kobiety w ostatniej konkurencji o medale mistrzostw świata rywalizowały 10 marca w Voss na trasie  Myrkdalen. Mistrzostwa świata z 2011 roku nie obroniła Kanadyjka Kelsey Serwa, która mimo zamiaru wystartowania w tych mistrzostwach, zrezygnowała z niego z powodu dokuczliwej kontuzji pleców. Nową mistrzynią świata w skicrossie została Szwajcarka Fanny Smith, drugie miejsce zajęła reprezentantka Kanady Marielle Thompson. Natomiast na trzecim miejscu uplasowała się legenda skicross-u Francuska Ophélie David.

## Wyniki

### Kwalifikacje
| 1.                                                                 | 15 | Fanny Smith              | Szwajcaria      | 0:58.98 min | Q |
| 2.                                                                 | 12 | Ophélie David            | Francja         | 0:59.58 min | Q |
| 3.                                                                 | 13 | Katrin Müller            | Szwajcaria      | 0.59.59 min | Q |
| 4.                                                                 | 10 | Marielle Thompson        | Kanada          | 0:59.85 min | Q |
| 5.                                                                 | 16 | Anna Wörner              | Niemcy          | 0:59.91 min | Q |
| 6.                                                                 | 7  | Katrin Ofner             | Austria         | 1:00.02 min | Q |
| 7.                                                                 | 20 | Jorinde Müller           | Szwajcaria      | 1:00.31 min | Q |
| 8.                                                                 | 8  | Alizée Baron             | Francja         | 1:00.37 min | Q |
| 9.                                                                 | 5  | Katya Crema              | Australia       | 1:00.45 min | Q |
| 10.                                                                | 11 | Émilie Serain            | Szwajcaria      | 1:00.48 min | Q |
| 11.                                                                | 14 | Karolina Riemen          | Polska          | 1:00.53 min | Q |
| 12.                                                                | 9  | Marte Høie Gjefsen       | Norwegia        | 1:00.60 min | Q |
| 13.                                                                | 4  | Heidi Zacher             | Niemcy          | 1:00.60 min | Q |
| 14.                                                                | 6  | Georgia Simmerling       | Kanada          | 1:00.72 min | Q |
| 15.                                                                | 26 | Sandra Näslund           | Szwecja         | 1:00.86 min | Q |
| 16.                                                                | 21 | Sami Kennedy-Sim         | Australia       | 1:00.92 min | Q |
| 17.                                                                | 28 | Saša Farič               | Słowenia        | 1:01.09 min | Q |
| 18.                                                                | 29 | Emily Sarsfield          | Wielka Brytania | 1:01.11 min | Q |
| 19.                                                                | 30 | Christina Staudinger     | Austria         | 1:01.15 min | Q |
| 20.                                                                | 17 | Hedda Berntsen           | Norwegia        | 1:01.36 min | Q |
| 21.                                                                | 18 | Sabrina Weilharter       | Niemcy          | 1:01.68 min | Q |
| 22.                                                                | 19 | Julie Brendengen Jensen  | Norwegia        | 1:01.80 min | Q |
| 23.                                                                | 23 | Anastasija Czircowa      | Rosja           | 1:01.84 min | Q |
| 24.                                                                | 22 | Danielle Sundquist       | Kanada          | 1:01.86 min | Q |
| 25.                                                                | 27 | Nikol Kučerová           | Czechy          | 1:01.94 min | Q |
| 26.                                                                | 25 | Julija Liwinska          | Rosja           | 1:02.13 min | Q |
| 27.                                                                | 24 | Jenny Owens              | Australia       | 1:02.23 min | Q |
| 28.                                                                | 35 | Stephanie Joffroy        | Chile           | 1:02.96 min | Q |
| 29.                                                                | 34 | Lidija Pientuchowa       | Rosja           | 1:03.27 min | Q |
| 30.                                                                | 33 | Pamela Thorburn          | Wielka Brytania | 1:04.09 min | Q |
| 31.                                                                | 31 | Sofja Smirnowa           | Rosja           | 1:14.94 min | Q |
|                                                                    | 2  | Marielle Berger-Sabbatel | Francja         | DNF         |   |
|                                                                    | 3  | Christina Manhard        | Niemcy          | DNF         |   |
|                                                                    | 32 | Tereza Chárová           | Czechy          | DNF         |   |
|                                                                    | 36 | Liz Stevenson            | Wielka Brytania | DNF         |   |
|                                                                    | 1  | Kelsey Serwa             | Kanada          | DNS         |   |
| DNS - nie wystartowała DNF - nie ukończyła Q - awans do 1/8 finału |    |                          |                 |             |   |

### Runda Eliminacyjna

#### 1/8 Finału
| Pozycja | Nr | Zawodniczka      | Kraj       | Uwagi |
| ------- | -- | ---------------- | ---------- | ----- |
| 1.      | 15 | Fanny Smith      | Szwajcaria | Q     |
| 2.      | 28 | Saša Farič       | Słowenia   | Q     |
| 3.      | 21 | Sami Kennedy-Sim | Australia  |       |

| Pozycja | Nr | Zawodniczka        | Kraj      | Uwagi |
| ------- | -- | ------------------ | --------- | ----- |
| 1.      | 5  | Katya Crema        | Australia | Q     |
| 2.      | 8  | Alizée Baron       | Francja   | Q     |
| 3.      | 22 | Danielle Sundquist | Kanada    |       |
| 4.      | 27 | Nikol Kučerová     | Czechy    |       |

| Pozycja | Nr | Zawodniczka        | Kraj     | Uwagi |
| ------- | -- | ------------------ | -------- | ----- |
| 1.      | 9  | Marte Høie Gjefsen | Norwegia | Q     |
| 2.      | 16 | Anna Wörner        | Niemcy   | Q     |
| 3.      | 18 | Sabrina Weilharter | Niemcy   |       |
| 4.      | 35 | Stephanie Joffroy  | Chile    |       |

| Pozycja | Nr | Zawodniczka        | Kraj     | Uwagi |
| ------- | -- | ------------------ | -------- | ----- |
| 1.      | 4  | Heidi Zacher       | Niemcy   | Q     |
| 2.      | 10 | Marielle Thompson  | Kanada   | Q     |
| 3.      | 17 | Hedda Berntsen     | Norwegia |       |
| 4.      | 34 | Lidija Pientuchowa | Rosja    |       |

| Pozycja | Nr | Zawodniczka          | Kraj            | Uwagi |
| ------- | -- | -------------------- | --------------- | ----- |
| 1.      | 13 | Katrin Müller        | Szwajcaria      | Q     |
| 2.      | 6  | Georgia Simmerling   | Kanada          | Q     |
| 3.      | 30 | Christina Staudinger | Austria         |       |
| 4.      | 33 | Pamela Thorburn      | Wielka Brytania |       |

| Pozycja | Nr | Zawodniczka             | Kraj      | Uwagi |
| ------- | -- | ----------------------- | --------- | ----- |
| 1.      | 14 | Karolina Riemen         | Polska    | Q     |
| 2.      | 7  | Katrin Ofner            | Austria   | Q     |
| 3.      | 19 | Julie Brendengen Jensen | Norwegia  |       |
| 4.      | 24 | Jenny Owens             | Australia |       |

| Pozycja | Nr | Zawodniczka         | Kraj       | Uwagi |
| ------- | -- | ------------------- | ---------- | ----- |
| 1.      | 20 | Jorinde Müller      | Szwajcaria | Q     |
| 2.      | 11 | Émilie Serain       | Szwajcaria | Q     |
| 3.      | 25 | Julija Liwinska     | Rosja      |       |
| 4.      | 23 | Anastasija Czircowa | Rosja      |       |

| Pozycja | Nr | Zawodniczka     | Kraj            | Uwagi |
| ------- | -- | --------------- | --------------- | ----- |
| 1.      | 12 | Ophélie David   | Francja         | Q     |
| 2.      | 26 | Sandra Näslund  | Szwecja         | Q     |
| 3.      | 29 | Emily Sarsfield | Wielka Brytania |       |
| 4.      | 31 | Sofja Smirnowa  | Rosja           |       |

#### Ćwierćfinał
| Pozycja | Nr | Zawodniczka  | Kraj       | Uwagi |
| ------- | -- | ------------ | ---------- | ----- |
| 1.      | 15 | Fanny Smith  | Szwajcaria | Q     |
| 2.      | 8  | Alizée Baron | Francja    | Q     |
| 3.      | 5  | Katya Crema  | Australia  |       |
| 4.      | 28 | Saša Farič   | Słowenia   |       |

| Pozycja | Nr | Zawodniczka        | Kraj     | Uwagi |
| ------- | -- | ------------------ | -------- | ----- |
| 1       | 10 | Marielle Thompson  | Kanada   | Q     |
| 2       | 16 | Anna Wörner        | Niemcy   | Q     |
| 3       | 9  | Marte Høie Gjefsen | Norwegia |       |
| 4       | 4  | Heidi Zacher       | Niemcy   |       |

| Pozycja | Nr | Zawodniczka        | Kraj       | Uwagi |
| ------- | -- | ------------------ | ---------- | ----- |
| 1.      | 7  | Katrin Ofner       | Austria    | Q     |
| 2.      | 13 | Katrin Müller      | Szwajcaria | Q     |
| 3.      | 14 | Karolina Riemen    | Polska     |       |
| 4.      | 6  | Georgia Simmerling | Kanada     |       |

| Pozycja | Nr | Zawodniczka    | Kraj       | Uwagi |
| ------- | -- | -------------- | ---------- | ----- |
| 1.      | 20 | Jorinde Müller | Szwajcaria | Q     |
| 2.      | 12 | Ophélie David  | Francja    | Q     |
| 3.      | 11 | Émilie Serain  | Szwajcaria |       |
| 4.      | 26 | Sandra Näslund | Szwecja    |       |

#### Półfinał
| Pozycja | Nr | Zawodniczka       | Kraj       | Uwagi |
| ------- | -- | ----------------- | ---------- | ----- |
| 1.      | 10 | Marielle Thompson | Kanada     | QF    |
| 2.      | 15 | Fanny Smith       | Szwajcaria | QF    |
| 3.      | 8  | Alizée Baron      | Francja    | Q MF  |
| 4.      | 16 | Anna Wörner       | Niemcy     | Q MF  |

| Pozycja | Nr | Zawodniczka    | Kraj       | Uwagi |
| ------- | -- | -------------- | ---------- | ----- |
| 1.      | 20 | Jorinde Müller | Szwajcaria | QF    |
| 2.      | 12 | Ophélie David  | Francja    | QF    |
| 3.      | 7  | Katrin Ofner   | Austria    | Q MF  |
| DSQ     | 13 | Katrin Müller  | Szwajcaria |       |

#### Finały
Mały Finał
| Pozycja | Nr | Zawodniczka  | Kraj    |
| ------- | -- | ------------ | ------- |
| 5.      | 16 | Anna Wörner  | Niemcy  |
| 6.      | 7  | Katrin Ofner | Austria |
| 7.      | 8  | Alizée Baron | Francja |

Finał
| Pozycja | Nr | Zawodniczka       | Kraj       |
| ------- | -- | ----------------- | ---------- |
|         | 15 | Fanny Smith       | Szwajcaria |
|         | 10 | Marielle Thompson | Kanada     |
|         | 12 | Ophélie David     | Francja    |
| 4.      | 20 | Jorinde Müller    | Szwajcaria |